# Alkidike
Alkidike (altgriechisch Ἀλκιδίκη Alkidíkē) ist eine Figur der griechischen Mythologie und Tochter des Aleos.
Alikidike heiratete Salmoneus, den König von Elis, dem sie die schöne Tyro gebar. Nach dem Tod Alikidikes heiratete Salmoneus die Sidero („die Eiserne“), die Tyro schlecht und grausam behandelte.